# Lichenopora harmeri
Lichenopora harmeri är en mossdjursart som beskrevs av Neviani 1939. Lichenopora harmeri ingår i släktet Lichenopora och familjen Lichenoporidae. Inga underarter finns listade i Catalogue of Life.